# Giải Cánh diều 2024
Giải Cánh diều 2024 là lễ trao giải lần thứ 31 của Hội Điện ảnh Việt Nam và cũng là lần thứ 22 kể từ khi giải thưởng chính thức có tên là Cánh diều. Lễ trao giải đã vinh danh những tác phẩm điện ảnh, truyền hình Việt Nam xuất sắc nhất năm 2023 và 2024.
Trong năm 2024 đã có tổng cộng 157 tác phẩm tham dự bao gồm: 18 phim truyện điện ảnh, 18 phim truyện truyền hình, 14 phim hoạt hình, 18 phim khoa học, 41 phim tài liệu, 50 phim ngắn và 4 công trình nghiên cứu, lý luận phê bình điện ảnh.
Ở hạng mục phim điện ảnh, Mai đã giành lấy giải Cánh diều vàng, đồng thời cũng là bộ phim giành lấy nhiều giải thưởng nhất với 4 hạng mục bao gồm cả Biên kịch xuất sắc, Thiết kế mĩ thuật xuất sắc và Nữ diễn viên chính xuất sắc tại hạng mục phim truyện điện ảnh. Trong khi đó, Gặp em ngày nắng cũng đã giành lấy giải Cánh diều vàng cho hạng mục phim truyền hình.

## Danh sách thắng giải
Các cá nhân, tập thể thắng giải được in đậm:
| 1 | Chỉ phim đoạt Cánh diều vàng |
| 2 | Chỉ phim đoạt Cánh diều bạc  |
| 3 | Chỉ phim nhận bằng khen      |

### Phim điện ảnh
| Phim truyện điện ảnh xuất sắc | |
| - Mai - Móng vuốt - Đào, phở và piano - Hai Muối - Bà già đi bụi - Cu li không bao giờ khóc - Vầng trăng thơ ấu - Hồng Hà nữ sĩ - Sáng đèn - Quỷ cẩu - Fanti - Cái giá của hạnh phúc - Sao xanh nơi biển sóng - Đóa hoa mong manh - LIVE - Phát trực tiếp - Mùa hè đẹp nhất - Gặp lại chị bầu - Án mạng lầu 4 | |
| Phim truyện điện ảnh đầu tay xuất sắc | |
| - Hai Muối | |
| Đạo diễn xuất sắc | Biên kịch xuất sắc |
| - Lê Thanh Sơn - Móng vuốt | - Trấn Thành, Bình Bồng Bột - Mai |
| Nam diễn viên chính xuất sắc | Nữ diễn viên chính xuất sắc |
| - Quyền Linh - vai Hai Muối, Hai Muối - Anh Tú - vai Gia Phúc, Gặp lại chị bầu - Trần Nghĩa - vai Tuấn Anh, Mùa hè đẹp nhất | - Phương Anh Đào – vai Mai, Mai - Minh Châu - vai bà Nguyện, Cu li không bao giờ khóc - Khánh Vân - vai Thảo Nguyên, Mùa hè đẹp nhất |
| Nam diễn viên phụ xuất sắc | Nữ diễn viên phụ xuất sắc |
| - Công Dương - vai Trọng Nghĩa, Mùa hè đẹp nhất - Vĩnh Xương - vai Tiến sĩ Nguyễn Kiều, Hồng Hà nữ sĩ - Hồ Phong - vai Thắng, Sao xanh nơi biển sóng | - Hồng Vân - vai Tư Lạt, Hai Muối - Hồng Đào - vai bà Đào, Mai - Thúy Diễm - vai Út Hà, Bà già đi bụi                                |
| Nam diễn viên được yêu thích | Nữ diễn viên được yêu thích |
| - Anh Tú Atus – vai Phúc, Gặp lại chị bầu | - Diệu Nhi – vai Ngọc Huyền, Gặp lại chị bầu                                                                                         |
| Âm thanh xuất sắc | Âm nhạc xuất sắc |
| - Vũ Thành Long - Bà già đi bụi | - Trọng Đài - Đào, phở và piano |
| Thiết kế mĩ thuật xuất sắc | Quay phim xuất sắc |
| - Nguyễn Minh Đương - Mai | - Tùng Bùi - Móng vuốt |
| Diễn viên triển vọng | |
| - Anh Đào - vai Đoàn Thị Điểm, Hồng Hà nữ sĩ | |

Phim nhận được nhiều hạng mục nhất:
| Đoạt giải | Phim     |
| --------- | -------- |
| 4         | Mai      |
| 4         | Hai Muối |

### Phim truyền hình
| Phim truyền hình xuất sắc | |
| - Gặp em ngày nắng (VTV) - Cuộc đời vẫn đẹp sao (VTV) - Gia đình mình vui bất thình lình (VTV) - Đi về phía lửa (K+) - Đội điều tra số 7 (CAND) - Cuộc chiến không giới tuyến (VTV) - Nhà mình lạ lắm! (K+) - Biệt dược đen (VTV) - Không ngại cưới, chỉ cần một lý do (VTV) - Làng trong phố (VTV) - Trạm cứu hộ trái tim (VTV) - Lỡ hẹn với ngày xanh (VTV) - Chúng ta của 8 năm sau (VTV) - Người một nhà (VTV) - Tết ở làng địa ngục (K+) - Nữ luật sư (SCTV) - Tình yêu đến cùng gió biển (SCTV) | |
| Đạo diễn xuất sắc | Biên kịch xuất sắc |
| - Nguyễn Đức Hiếu - Gặp em ngày nắng | - Lại Phương Thảo, Chu Hồng Vân - Gặp em ngày nắng |
| Nam diễn viên chính xuất sắc | Nữ diễn viên chính xuất sắc |
| - Duy Hưng - vai Nguyễn Văn Trí, Người một nhà - Hoàng Hải - vai Trần Văn Lưu, Cuộc đời vẫn đẹp sao - Trần Ngọc Vàng - vai Minh Long, Đi về phía lửa | - Thanh Hương - vai Lê Thị Luyến, Cuộc đời vẫn đẹp sao - Kim Tuyến - vai Nguyễn Kim Kiều, Nữ luật sư - Nguyễn Anh Đào - vai Phương, Gặp em ngày nắng                               |
| Nam diễn viên phụ xuất sắc | Nữ diễn viên phụ xuất sắc |
| - Tô Dũng - vai Tô Văn Điền, Cuộc đời vẫn đẹp sao - Hà Việt Dũng - vai Mai Văn Đoàn, Cuộc chiến không giới tuyến - Bùi Tấn Hảo - vai Hoài, Tình yêu đến cùng gió biển | - Thanh Quý - vai bà Nguyễn Thị Tình, Cuộc đời vẫn đẹp sao - Thu Hà - vai bà Nguyễn Hạ Lan, Trạm cứu hộ trái tim - Lan Hương - vai bà Đỗ Thị Cúc, Gia đình mình vui bất thình lình |
| Nam diễn viên được yêu thích | Nữ diễn viên được yêu thích |
| - Trần Nghĩa – vai Tùng (8 năm trước), Chúng ta của 8 năm sau | - Lê Bống – vai Cao Thị Duyên, Lỡ hẹn với ngày xanh |
| Quay phim xuất sắc | |
| - Nghiêm Bá Hoài - Chúng ta của 8 năm sau | |
| Diễn viên triển vọng | |
| - Trần Kiên - vai Hiếu, Cuộc chiến không giới tuyến | |

Phim nhận được nhiều hạng mục nhất:
| Đoạt giải | Phim                 |
| --------- | -------------------- |
| 4         | Cuộc đời vẫn đẹp sao |
| 3         | Gặp em ngày nắng     |

### Phim hoạt hình
| Phim xuất sắc                                                                                         |                       |
| - Anh hùng núi Tản - Đinh Tiên Hoàng đế - Tiếng cồng núi Nưa - Bà già siêu quậy - Cá chép của ông Táo |                       |
| Đạo diễn xuất sắc                                                                                     | Họa sĩ chính xuất sắc |
| - Phùng Văn Hà - Anh hùng núi Tản                                                                     |                       |

Phim nhận được nhiều hạng mục nhất:
| Đoạt giải | Phim             |
| --------- | ---------------- |
| 2         | Anh hùng núi Tản |

### Phim tài liệu
| Phim xuất sắc |                                      |
| - Linh ảnh - Tìm lại tuổi thơ qua trò chơi dân gian - Còn lại chữ tình - Thép trong lòng biển sâu - Dòng sông ký ức - Tỉnh thức và hóa giải |                                      |
| Đạo diễn xuất sắc | Quay phim xuất sắc                   |
| - Vũ Trọng Quảng - Thép trong lòng biển sâu                                                                                                 | Nguyễn Nam Quốc - Lên đỉnh Phja Khao |

Phim nhận được nhiều hạng mục nhất:
| Đoạt giải | Phim                     |
| --------- | ------------------------ |
| 2         | Thép trong lòng biển sâu |

### Phim khoa học
| Phim xuất sắc |                                                                        |
| - Vì sao Sơn Đoòng - Loại trừ mối hiểm nguy - Nghiên cứu về ứng dụng công nghệ trong chữa cháy - Hoa văn Tây Nguyên - Xả lũ vào đồng ruộng |                                                                        |
| Đạo diễn xuất sắc | Quay phim xuất sắc                                                     |
| - Vũ Thị Thu Hiền - Loại trừ mối hiểm nguy                                                                                                 | - Nguyễn Tài Văn, Nguyễn Đình Hoàn, Nguyễn Tài Việt - Vì sao Sơn Đoòng |

Phim nhận được nhiều hạng mục nhất:
| Đoạt giải | Phim                   |
| --------- | ---------------------- |
| 2         | Loại trừ mối hiểm nguy |
| 2         | Vì sao Sơn Đoòng       |

### Phim ngắn
| Phim - Đạo diễn |
| --- |
| - Đàn cá gỗ - Nguyễn Phạm Thành Đạt - Tẹo - Đồng Công Hiếu - Karma - Phạm Hữu Trí - Chú Năm hiếu thảo - Nguyễn Anh Dũng - Mẹ có ở đó không? - Nguyễn Thanh Hậu |
| Xem thêm: Giải Cánh diều cho phim ngắn |

### Công trình nghiên cứu lý luận, phê bình điện ảnh
| Tác phẩm - Tác giả                                                            |
| ----------------------------------------------------------------------------- |
| - Điện ảnh như là thủ pháp - Vũ Ngọc Thanh - Bụi vàng lấp lánh - Lê Ngọc Minh |